# Commonwealth Youth Games
Die Commonwealth Youth Games sind ein internationales Sportereignis, in dessen Rahmen sich alle vier Jahre in Anlehnung an die Commonwealth Games die besten jugendlichen Sportler aus den Ländern des Commonwealth of Nations für Wettbewerbe in verschiedenen Sportarten treffen.

## Austragungsorte
| Spiele | Jahr | Ort                 | Sportarten | Wettbewerbe | Nationen | Teilnehmer |
| ------ | ---- | ------------------- | ---------- | ----------- | -------- | ---------- |
| I      | 2000 | Edinburgh           | 8          | 112         | 15       | 773        |
| II     | 2004 | Bendigo             | 10         | 146         | 22       | 980        |
| III    | 2008 | Pune                | 9          | 117         | 71       | 1220       |
| IV     | 2011 | Isle of Man         | 7          | 112         | 63       | 804        |
| V      | 2015 | Apia                | 9          | 107         | 63       | 926        |
| VI     | 2017 | Nassau              | 8          | 96          | 65       | 1034       |
| VII    | 2023 | Trinidad und Tobago | 7          | 93          | 68       | 1000       |